# Bernhard Dollmaetsch
Bernhard Dollmaetsch (* 22. März 1780 in Karlsruhe; † 8. Mai 1845 ebenda) war Oberbürgermeister der Stadt Karlsruhe.
Dollmaetsch wurde 1809 Stadtverrechner in Karlsruhe. Nach der Ernennung von Wilhelm Christian Griesbach zum Oberbürgermeister wurde er zweiter Bürgermeister der Stadt. Dollmaetsch löste Griesbach 1816 in der Position des Oberbürgermeisters ab und behielt dieses Amt bis 1830. Während dieser Zeit war er von 1822 bis 1828 Mitglied des badischen Landtags. Nach seiner Zeit als Oberbürgermeister von Karlsruhe wurde Dollmaetsch 1830 Kammerrat und Oberrevisor im Innenministerium.
In der Karlsruher Oststadt wurde die Dollmätschstraße nach ihm benannt.